# Johanna Wiberg
Johanna Wiberg (født 6. september 1983 i Lund, Sverige) er en svensk tidligere håndboldspiller. Hun spillede for FCK Håndbold, Frederikshavn Fox og Aalborg DH I Danmark. Hun spillede 145 landskampe for det svenske landshold, hvor hendes største bedrift var at vinde sølv til EM i håndbold 2010. Hun var i en periode Holdkaptajn for det svenske landshold. Hendes kælenavn er Jojo.
Hun indstillede karrieren i 2012 for at begynde som træner i Lugi HF. I 2020 blev hun assistent træner for det svenske kvindelandshold.